# Universidade da Antuérpia
Universidade da Antuérpia (em neerlandês:  Universiteit Antwerpen) é uma das principais universidades belgas, localizada na cidade de Antuérpia, nos Flandres. O nome é às vezes (não-oficialmente) abreviado para UA.
A universidade foi fundada em 2003 após a fusão das três universidades que anteriormente eram conhecidas como RUCA (Centro Universitário Estatal da Antuérpia), UFSIA (Universidade Faculdades Santo Inácio de Antuérpia) e UIA (Instituição Universitária da Antuérpia). Assim, as raízes da universidade remontam à 1852.
A Universidade de Antuérpia tem cerca de 18 mil estudantes, o que a torna a terceira maior universidade dos Flandres, e oferece cursos de bacharelado, mestrado, mestrado avançado e programas de doutorado em holandês, francês e inglês. Mais de 1.000 desses alunos (estudantes de intercâmbio não incluídos) são de países estrangeiros, sendo a maioria de nações da União Europeia.